# Anthony Carmona

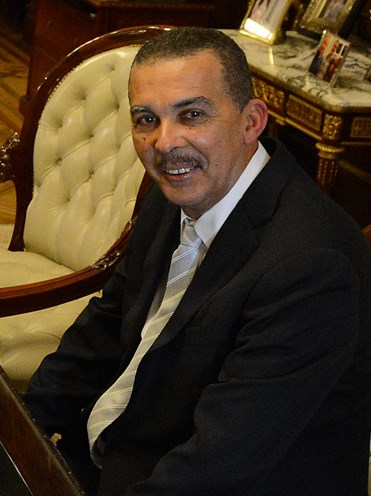
Anthony Carmona (2014)

Anthony Thomas Aquinas Carmona (* 7. März 1953 in Fyzabad) ist ein trinidadischer Jurist und Politiker. Ab 2013 war er der fünfte Präsident und damit Staatsoberhaupt seines Heimatlandes. Zuvor war er als Richter am Obersten Gerichtshof von Trinidad und Tobago und am Internationalen Strafgerichtshof in Den Haag tätig.

## Leben
Anthony Carmona wurde in Fyzabad im Südwesten Trinidads als ältestes von sechs Kindern der Eheleute Dennis Stephen und Barbara Carmona geboren. Nach dem Besuch des Presentation College in San Fernando studierte er zwischen 1973 und 1983 an der University of the West Indies, zunächst Englisch und Politikwissenschaften auf dem UWI-Campus im jamaikanischen Mona und dann, nach einer einjährigen Auszeit, Jura auf dem UWI-Campus in Cave Hill (Barbados). Ab 1981 graduierte er an der Hugh Wooding Law School in St. Augustine. Er erlangte einen Bachelor of Arts in Anglistik und Politikwissenschaften sowie einen Bachelor of Laws.
Zunächst arbeitete Carmona als Staatsanwalt in Trinidad und Tobago, von 2001 bis 2004 auch beim Internationalen Strafgerichtshof für Ruanda und Internationalen Strafgerichtshof für das ehemalige Jugoslawien. 2002 wurde er zum senior counsel ernannt, dem Äquivalent des Kronanwalts in ehemaligen britischen Kolonien, in denen die britische Königin nicht mehr automatisch Staatsoberhaupt ist. 2004 wurde er als Richter an den Obersten Gerichtshof von Trinidad und Tobago berufen. Im Dezember 2011 wurde er mit 72 von 104 Stimmen zum Richter am Internationalen Strafgerichtshof gewählt. Das Amt trat er im März 2012 an.
Anthony Carmona trat im Februar 2013 die Nachfolge von George Maxwell Richards als Präsident von Trinidad und Tobago an. Zuvor wurde der parteilose Carmona von der regierenden Partei United National Congress als Nachfolger des scheidenden Präsidenten vorgeschlagen. Nachdem sich auch das oppositionelle People’s National Movement für ihn ausgesprochen hatte, wurde er vom Electoral College of the Republic of Trinidad and Tobago zum Präsidenten bestimmt. Der Amtsantritt fand am 18. März gleichen Jahres statt. Im selben Jahr wurde ihm der höchste Orden seines Heimatlandes, der Order of the Republic of Trinidad and Tobago, verliehen. Als erster Präsident Trinidads wurde er nicht für eine zweite Amtszeit nominiert; als Nachfolgerin wurde die Juristin Paula Mae Weekes ernannt, die das Amt am 19. März 2018 antrat.
Carmona ist verheiratet und hat mit seiner Frau Reema zwei Kinder. Er lebt in Fyzabad.